# Begonia eberhardtii
Espèce
Begonia eberhardtii est une espèce de plantes de la famille des Begoniaceae.
L'espèce fait partie de la section Petermannia.
Elle a été décrite en 1919 par François Gagnepain (1866-1952).

## Répartition géographique
Cette espèce est originaire du Viet Nam.